# 大杨站
大杨站（建设时工程名为大杨庄站）是济南轨道交通1号线与建设中的4号线的地铁换乘站，位于中华人民共和国山东省济南市槐荫区腊山街道经十西路与齐鲁大道交叉口以北地下，2019年4月1日投入运营。

## 命名
建设时本站工程名为“大杨庄站”，2018年5月18日，济南轨道交通集团报经市委、市政府批准，确定将本站命名为“大杨站”。

## 车站构造
大杨庄为全地下两层车站，车站规模大，全长514.09米，是1号线11个车站中站长最长的一个车站。

## 出入口
| 編號         | 指示                                           |
| ------------ | ---------------------------------------------- |
| 出口 · A     | 齐鲁大道与经十路交叉口经十路北侧               |
| （暂未开放） | 齐鲁大道与经十路交叉口齐鲁大道西侧             |
| 出口 · C     | 齐鲁大道与经十路交叉口齐鲁大道东侧距经十路20米 |
| （暂未开放） | 经十路与党杨路交叉口党杨路东侧                 |

### 临近地点
- 济南西立交桥
- 麦德龙
- 槐荫区人民政府
- 济南市大杨小学